# NGC 5642
NGC 5642 is een elliptisch sterrenstelsel in het sterrenbeeld Ossenhoeder. Het hemelobject werd op 16 mei 1784 ontdekt door de Duits-Britse astronoom William Herschel.

## Synoniemen
- UGC 9301
- MCG 5-34-52
- ZWG 163.64
- PGC 51751